# Axima brasiliensis
Axima brasiliensis is een vliesvleugelig insect uit de familie Eurytomidae. De wetenschappelijke naam is voor het eerst geldig gepubliceerd in 1904 door William Harris Ashmead. Het insect komt in de gemeente Bonito in de Braziliaanse staat Pernambuco voor.